# Huisverbod
Een huisverbod is een maatregel waarbij iemand gedurende een korte periode zijn of haar eigen huis niet mag betreden. Deze maatregel kan worden opgelegd bij dreiging van huiselijk geweld voor 10 dagen.
Een tijdelijk huisverbod kan sinds 1 januari 2009 in Nederland worden opgelegd door de Burgemeester. Deze kan ook een hulpofficier van justitie hiertoe machtigen.
Het huisverbod is niet bedoeld als straf, maar als afkoelingsperiode om passende hulpverlening op te kunnen starten en te voorkomen dat de situatie nog meer uit de hand loopt. De wet stelt het overtreden van een opgelegd huisverbod wel strafbaar. 
Het huisverbod wordt opgelegd voor tien dagen met eventueel een verlenging tot max. 4 weken.

## Geschiedenis
- De Oostenrijkse Gewaltschutzgesetz (Wet ter Bescherming tegen Geweld), die in 1997 in werking trad, geeft de politie de bevoegdheid plegers van huiselijk geweld te bevelen om te vertrekken en een huisverbod op te leggen voor tien dagen. De pleger moet zijn sleutels inleveren en een verblijfadres opgeven.
- In Duitsland is op 1 januari 2002 het Gewaltschutzgesetz (Wet ter Bescherming tegen Geweld) in werking getreden. Deze wet biedt slachtoffers van huiselijk geweld de mogelijkheid bij de burgerlijke rechter een huisverbod voor hun gewelddadige partner in te roepen.
- Eind 2006 werd in Nederland het wetsvoorstel Wet tijdelijk huisverbod ingediend bij de Tweede Kamer[1]

De Vereniging van Nederlandse Gemeenten (VNG) heeft bij eerdere voorstellen kenbaar gemaakt, dat ze vindt dat deze taak niet aan de burgemeesters opgedragen zou moeten worden.
Vanaf 19 februari 2007 draaide er een proef (pilot) met de toepassing van deze regeling in de Groningse gemeenten Groningen, Pekela, Reiderland, Bellingwedde, Scheemda en Winschoten. Vanaf eind februari 2007 vond er eenzelfde proef plaats in de gemeente Venlo en vanaf half maart 2007 in Amsterdam.
In het eerste jaar van uitvoering 2009 werden ruim 2000 huisverboden opgelegd, waarvan 451 in Rotterdam.